# 卡爾馬鎮區 (愛荷華州溫納希克縣)
卡爾馬鎮區（英語：Calmar Township）是位於美國愛荷華州溫納希克縣的一個行政鎮區。

## 地方資料
根據2010年美國人口普查的數據，卡爾馬鎮區的面積為92.66平方千米，當中陸地面積為92.51平方千米，而水域面積為0.15平方千米。當地共有人口1899人，而人口密度為每平方千米20.49人。